# 日本國鐵DF93型柴油機車
DF93型柴油机车（日语：DF93形ディーゼル機関車）是日本國有鐵道的液力傳動柴油機車車型之一，由日立制作所于1960年设计制造。该型机车属于实验性车型，仅试制了一台并未投入批量生产。

## 开发背景
1950年代初，受到美国和联邦德国（西德）大力推动牵引动力内燃化改革的影响，日本国有铁道也开始计划非电气化干线的牵引动力现代化。1952年，日本正式结束了石油制品统制制度，日本国铁随即恢复新型柴油机车的研制工作。在国铁柴油机车处于开发和摸索阶段的1950年代，日本国内的铁路机车制造商先后试制了一系列原型车，日本国铁并与制造商订立了车辆贷借契约，以租借的名义将这些原型车纳入国铁车辆编制及进行试验，1960年研制成功的DF93型柴油机车即为其中之一。
DF93型柴油机车是由日立制作所自行开发的1100马力液力传动柴油机车，也是当时日本国内功率最大的单机组液力传动柴油机车。实际上，该型机车并非以日本国铁为主要推销对象，而是作为一款对外展示日本柴油机车技术的示范车辆，以便打开南美洲、东南亚、中东地区的出口市场。因此，这是一款专门为支线铁路而设计的客货运通用柴油机车，采用了轴重不足12吨的Co-Co轴式，以提高线路适应能力。机车装用了引进西德技术的L12V 18/21m.A.型柴油机及LAZ10R型液力传动装置，并采用了在当时较为先进的油—水热交换器间接冷却、自动调节式静液压驱动风扇、气动式柴油机无级调速器等技术。

## 运用历史
1962年6月，日本国铁从日立制作所借入DF93 1号机车，投入常磐線试用一段时间后配属千叶铁道管理局千葉气动车区，主要担当房總方面的旅客列车（包括同年夏季“白砂号”临时列车）和货物列车（主要在總武本線兩國至千葉间）牵引任务。1964年3月，车辆贷借契约完结后，这台机车返还日立制作所。

## 技术特点

### 总体布置
DF93型柴油机车是客货运通用的液力传动柴油机车，采用底架承载的全钢焊接结构非贯通箱型车体，车体外形与日立以前试制的DF90型柴油机车甚为相似。车体两端各设有一个司机室，司机室内机车运行方向的左侧设有司机操纵台，右侧设有副司机座席及手制动手柄，司机室两侧设有供乘务员乘降的侧门。车体中部是动力室和冷却室，并设有贯通式双侧内走廊连接两端司机室。
动力室内安装了一套柴油机和液力传动装置，柴油机飞轮端设有两台皮带传动的空气压缩机、燃油泵、机油热交换器和蓄电池，动轮室顶部装有油浴式空气过滤器和膨胀水箱，液力传动箱旁边装有液力传动油热交换器。冷却室内设有冷却水散热器和柴油机预热装置，顶部装有一个静液压驱动的轴流式冷却风扇，司机室和冷却室之间设有四个总风缸。燃油箱吊挂在车体下方两台转向架之间。

### 柴油机
DF93型柴油机车装用一台日立制造的L12V 18/21m.A.型柴油机，由联邦德国的曼恩集团转让技术及授权生产，日本車輛製造试制的DD93型柴油机车亦采用同型柴油机。这是一种四冲程、12气缸、水冷式、废气涡轮增压的V型高速柴油机，气缸直径为180毫米，活塞行程为210毫米，气缸夹角为60°，持续功率为1100马力（820千瓦），额定转速为每分钟1500转。单位燃料消耗量为166（+10%）克/有效马力·小时，柴油机净重量为3900公斤。柴油机采用气动式调速器来控制转速，司机控制器的11个级位分别对应特定的柴油机转速，使柴油机转速能够在每分钟600～1500转之间变化。

### 传动系统
DF93型柴油机车是单机组的液力传动柴油机车，液力传动系统主要包括液力传动箱、车轴齿轮箱、万向轴及弹性联轴节等。液力传动箱位于车体中部靠近第二端转向架侧。柴油机通过弹性联轴节及万向轴将功率传递到液力传动箱，再从液力变速箱的两端输出法兰，以万向轴传给前后转向架上第一（五）、二（六）轮对间的分配齿轮箱，然后由这一分配齿轮箱通过两根万向轴驱动上述两个轮对的车轴齿轮箱，最后从第二轮对的车轴齿轮箱通过万向轴驱动第三（四）轮对。整套传动系统共使用十二根万向轴、两个分配齿轮箱和六个车轴齿轮箱。
DF93型柴油机车采用日立制作所开发的LAZ10R型液力传动装置，与西德的福伊特型多循环圆液力传动装置属于同一类型。该液力传动装置由一个起动变扭器、两个运转变扭器、一对增速齿轮、风动换向齿轮机构组成，其中起动变扭器适用于机车起动和低速工况，而运转变扭器适用于机车中高速运转工况，变扭器的运转状态是根据运行速度和柴油机输出功率决定，并依靠变扭器的充排油过程来自动完成换档。

### 转向架
机车走行部为两台三轴转向架，采用钢板焊接成箱型结构的“目”字形构架。轮对轴箱采用导框式定位结构，一系悬挂装置为轴箱两侧的螺旋弹簧。由于转向架中央的部分空间被传动系统之万向轴占用而无法设置心盘，因此车体重量的垂直载荷通过旁承支座支撑在摇枕上，摇枕弹簧采用防震橡胶堆，摇枕通过吊杆悬挂在转向架构架的侧梁上。而牵引力和制动力则通过构架横梁和车体底架之间的牵引杆传递，并以此构成转向架相对于车体的假想回转中心。基础制动装置采用双侧闸瓦制动。